# Dolni Vadin
Dolni Vadin (bulgariska: Долни Вадин) är ett distrikt i Bulgarien.   Det ligger i kommunen Obsjtina Orjachovo och regionen Vratsa, i den nordvästra delen av landet, 130 km nordost om huvudstaden Sofia.
Trakten runt Dolni Vadin består till största delen av jordbruksmark. Runt Dolni Vadin är det ganska glesbefolkat, med 34 invånare per kvadratkilometer.